# Melanocichla
Melanocichla – rodzaj ptaków z rodziny tymaliowatych (Timaliidae).

## Zasięg występowania
Rodzaj obejmuje gatunki występujące na Półwyspie Malajskim, Borneo i Sumatrze.

## Morfologia
Długość ciała 25–27 cm.

## Systematyka

### Etymologia
- Melanocichla: gr. μελας melas, μελανος melanos „czarny”; κιχλη kikhlē „drozd”[5].
- Allocotops: gr. αλλοκοτος allokotos „dziwny, niezwykły”, od αλλος allos „inny”; κοτος kotos „usposobienie”; ωψ ōps, ωπος ōpos „twarz”[6]. Gatunek typowy: Allocotops calvus Sharpe, 1888.

### Podział systematyczny
Do rodzaju należą następujące gatunki:
- Melanocichla lugubris (S. Müller, 1836) – czarnotymal żałobny
- Melanocichla calva (Sharpe, 1888) – czarnotymal łysy